# Nana Darkoa Sekyiamah
Nana Darkoa Sekyiamah (Londres, 1978) es una escritora y bloguera feminista ghanesa. Fue una de las autoras del galardonado blog Adventures from the Bedrooms of African Women y ha escrito para The Guardian y Open Democracy. Sekyiamah es directora de comunicación de la Asociación por los Derechos de la Mujer en el Desarrollo y es miembro del Grupo de Trabajo del Foro del Feminismo Negro que organizó el I Foro Feminista Negro de Bahía, Brasil.

## Trayectoria
Nana Darkoa Sekyiamah nació en Londres, Inglaterra, de padres ghaneses, y creció en Ghana.Está diplomada en coaching de performance y  posee un certificado en mediación de conflictos, ha trabajado ejerciendo coaching como coach de vida y oradora pública. Se licenció en comunicaciones y estudios culturales en la Universidad del Norte de Londres y obtuvo una maestría en ciencias de género y desarrollo en la Escuela de Economía y Ciencias Políticas de Londres. También ha trabajado como formadora de liderazgo para la Policía Metropolitana de Londres.
Sekyiamah cofundó el blog Aventuras desde los dormitorios de las mujeres africanas, para ayudar a ampliar el debate sobre el sexo y la sexualidad entre las mujeres africanas y proporcionarles un foro para hablar abiertamente. Ganó los premios al mejor blog general y al mejor blog activista en los premios Ghana Blogging and Social Media Awards de 2013. Volvió a ganar nuevamente el premio al mejor blog general en 2014.En marzo de 2011, Sekyiamah fue reconocida por la revista Arise como una de los «generadores de cambio de Ghana».Sekyiamah es la coordinadora de Fab Fem, un grupo feminista que se reúne periódicamente en Accra.
Sekyiamah ha escrito artículos para The Guardian, This Is Africa y Open Democracy. También escribió el Manual de comunicación para organizaciones de derechos de las mujeres y ha publicado en varios países cuentos en distintas antologías.Sekyiamah ha escrito ampliamente sobre la sexualidad de las mujeres africanas y también ha publicado un artículo ("Standpoint: Adventures from Our Bedrooms - Blogging about diversas experiencias eróticas") en la revista académica revisada por pares Feminist Africa.
Sekyiamah trabaja como directora de comunicación de la Asociación por los Derechos de las Mujeres y el Desarrollo (AWID). Es miembro del Grupo de Trabajo del Foro de Feminismo Negro. Fue coautora de Creando espacios y amplificando voces: los primeros diez años del Fondo de Desarrollo de Mujeres Africanas sobre la historia temprana del fondo.También escribió Women Leading Africa: Conversations with Inspirational African Women, una colección de entrevistas con mujeres de toda África sobre temas que incluyen el feminismo, la política y las artes que surgieron a través de su trabajo con el AWDF.
Sekyiamah fue la presentadora en el Festival de Escritura de 2015 en Kampala, Uganda, y en el Festival de Artes y Libros Aké de 2016 en Abeokuta, Nigeria.
En 2021, Sekyiamah publicó una antología titulada La vida sexual de las mujeres africanas por Dialogue,descrita en una reseña de Margaret Busby como «un trabajo extraordinariamente dinámico».Posteriormente fue representado como una obra teatral en Nairobi, Kenia.

## Reconocimientos
En diciembre de 2022, Sekyiamah fue nombrada en la lista de las 100 mujeres de la BBC como una de las mujeres más inspiradoras e influyentes del año en el mundo.